# Compañía de Apoyo de Lanzamientos Aéreos Paracaidista 4
La Compañía de Apoyo de Lanzamientos Aéreos Paracaidista 4 (Ca Apy Lanz(s) Ae(s) Parac 4) es una subunidad independiente de tropas aerotransportadas del Ejército Argentino con asiento de paz en Córdoba y con dependencia orgánica de la IV Brigada Aerotransportada.

## Reseña
La Ca Apy Eq(s) Ae(s) Aerot 4 desplegó con la gran unidad de combate a la zona de Comodoro Rivadavia, en el Teatro de Operaciones Sur, brindando apoyo para dos operaciones de aeroabastecimiento en las islas Malvinas con Lockheed C-130H Hercules de la Fuerza Aérea Argentina el 19 y 20 de mayo de 1982, aunque la subunidad no es formalmente considerada veterana de guerra.